# ذات الرئة الناخر
تسمى ذات الرئة الناخرة بالتهاب الرئة التكهفي أو النخر التكهفي (بالإنجليزية: Necrotizing pneumonia)‏، وهي أحد المضاعفات النادرة والخطيرة لالتهاب برانشيم الرئة الإنتاني. يحدث في هذا النوع من الالتهاب نخر مميع في الرئة بعد موت أنسجتها؛ ما قد يؤدي إلى تشكل غنغرينا في الرئة. يعاني المرضى في معظم الحالات من الحمى والسعال ورائحة الفم الكريهة، وقد يحدث نقص وزن في حالات العدوى بطيئة السير. يحضر المرضى عادةً بأعراض قصور تنفسي حاد. تعتبر الجراثيم التالية أشيع العوامل المسببة لذات الرئة الناخرة: العقديات الرئوية والعنقوديات الذهبية والكلبسيلة الرئوية. يشخص المرض عادةً عن طريق تصوير الصدر بالأشعة السينية أو التصوير المقطعي المحوسب. يظهر الأخير تخرب بنية الرئة مع العديد من الكهوف الصغيرة رقيقة الجدران، ويعتبر الاختبار الأكثر حساسية. يلجأ الأطباء في كثير من الأحيان إلى زرع الدم والغُسالة القصبية السنخية لمعرفة الكائن (أو الكائنات) المسببة. يعتمد التدبير على العلاج الداعم بشكل رئيسي إلى جانب المضادات الحيوية المناسبة. يعتبر الاستئصال الجراحي خيار منطقي لإنقاذ حياة المريض في حال تطور مضاعفات خطيرة كتعفن الدم أو في حال فشل العلاج الدوائي.

## الكائنات المسببة
تعتبر الجراثيم التالية أشيع العوامل المسببة لذات الرئة الناخرة: العقديات الرئوية والعنقوديات الذهبية والكلبسيلة الرئوية. تنجم ذات الرئة الناخرة عن عوامل ممرضة أخرى تشمل جراثيم وفطور وفيروسات متنوعة. تتضمن الجراثيم المستدميات النزلية والعقديات الذباحية والزوائف الزنجارية والمفطورات الرئوية والراكدات البومانية والعقديات المقيحة والستينوتروفوموناس مالتوفيليا والجراثيم اللاهوائية -كالمغزليات المنواة والعصوانيات الهشة. تعتبر الرشاشيات والتوسجات المغمدة أمثلة على الفطريات المتهمة، بينما تتضمن الفيروسات المتهمة كل من الإنفلونزا والفيروسات الغدانية.

### لدى الأطفال
منذ عام 2002، سجلت العديد من الحالات الناجمة عن كائنات حية أخرى لدى الأطفال إلى جانب العقديات الرئوية. ارتبطت معظم الكائنات الحية المذكورة أعلاه بذات الرئة الناخرة لدى الأطفال باستثناء الكلبسيلة الرئوية التي لا تعتبر من العوامل المسببة الشائعة. تكون المكورات الرئوية والمكورات العنقودية الذهبية مسؤولة عن معظم الحالات. قدم الباحثون في الولايات المتحدة لقاح المكورات الرئوية المقترن السباعي (بي سي في 7) في عام 2000. يغطي اللقاح الأنماط المصلية السبعة التالية: 4 و6 ب و9 في و14 و18 ج و19 ف و 23 ف. أصبحت الأنماط المصلية التي لا يغطيها اللقاح السابق العوامل المهددة الجديدة. تضمن ذلك الأنماط 3 و5 و7 ف و19 أ. ارتبط النمطان المصليان 3 و19 أ بإحداث ذات الرئة الناخرة بشكل خاص. في عام 2010، استبدل اللقاح السباعي بلقاح جديد (سمي بي سي في 13) يغطي جميع الأنماط المصلية للقاح السباعي بالإضافة إلى ستة أنماط مصلية أخرى (1 و3 و5 و6 أ و7 ف و19 أ). تنتج بعض سلالات العنقوديات الذهبية سم لوكوسيدين بانتون – فالانتين، وهي مسؤولة في كثير من الأحيان عن ذات الرئة الناخرة المهددة للحياة لدى الأطفال والشباب الأصحاء سابقًا. تكون السلالات المنتجة لهذا السم مقاومة للميثيسيلين في معظم الأحيان. تعد المتفطرات السلية السبب الأشيع لذات الرئة الناخرة لدى الأطفال في البلدان النامية التي ترتفع فيها معدلات الإصابة بفيروس نقص المناعة البشرية.

### لدى البالغين
يصاب البالغون عادةً بالجراثيم العنقودية الذهبية المكتسبة من المجتمع والعنقودية الرئوية والكلبسيلة الرئوية. ترتبط الجراثيم سلبية الغرام عادةً بالغنغرينا الرئوية، وتعتبر الكلبسيلة الرئوية والزوائف الزنجارية أمثلة على ذلك. 